# Le Droit Humain

A Ordem Maçónica Mista Internacional "Le Droit Humain" - O Direito Humano normalmente designada como "O Direito Humano" em português, e internacionalmente como "Le Droit Humain" ou Droit Humain é uma ordem maçónica global. 

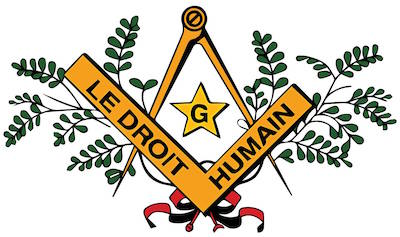
Logo do Le Droit Humain International

 Foi criada nas últimas décadas do século XIX pela vontade de um conjunto de Irmãos e Irmãs visionários, que imbuídos no espírito Humanista pretendiam permitir que homens e mulheres de boa vontade se pudessem aproximar da Iniciação, pelo método maçónico simbólico, de um modo abrangente e sem qualquer distinção dentro dos seres humanos adultos, na condição única de serem livres e de bons costumes, e respeitarem os princípios da Liberdade, Igualdade e Fraternidade para além princípios e valores estabelecidos na Constituição Internacional e nos Regulamentos Gerais, da Ordem Maçónica Mista Internacional - "Le Droit Humain", sendo estes dois instrumentos os reguladores normativos das relações entre seres humanos provenientes de todas as culturas que pertencem a esta Ordem internacional e que actualmente se encontra em mais de 60 países do mundo.

## "Le Droit Humain" – O Direito Humano

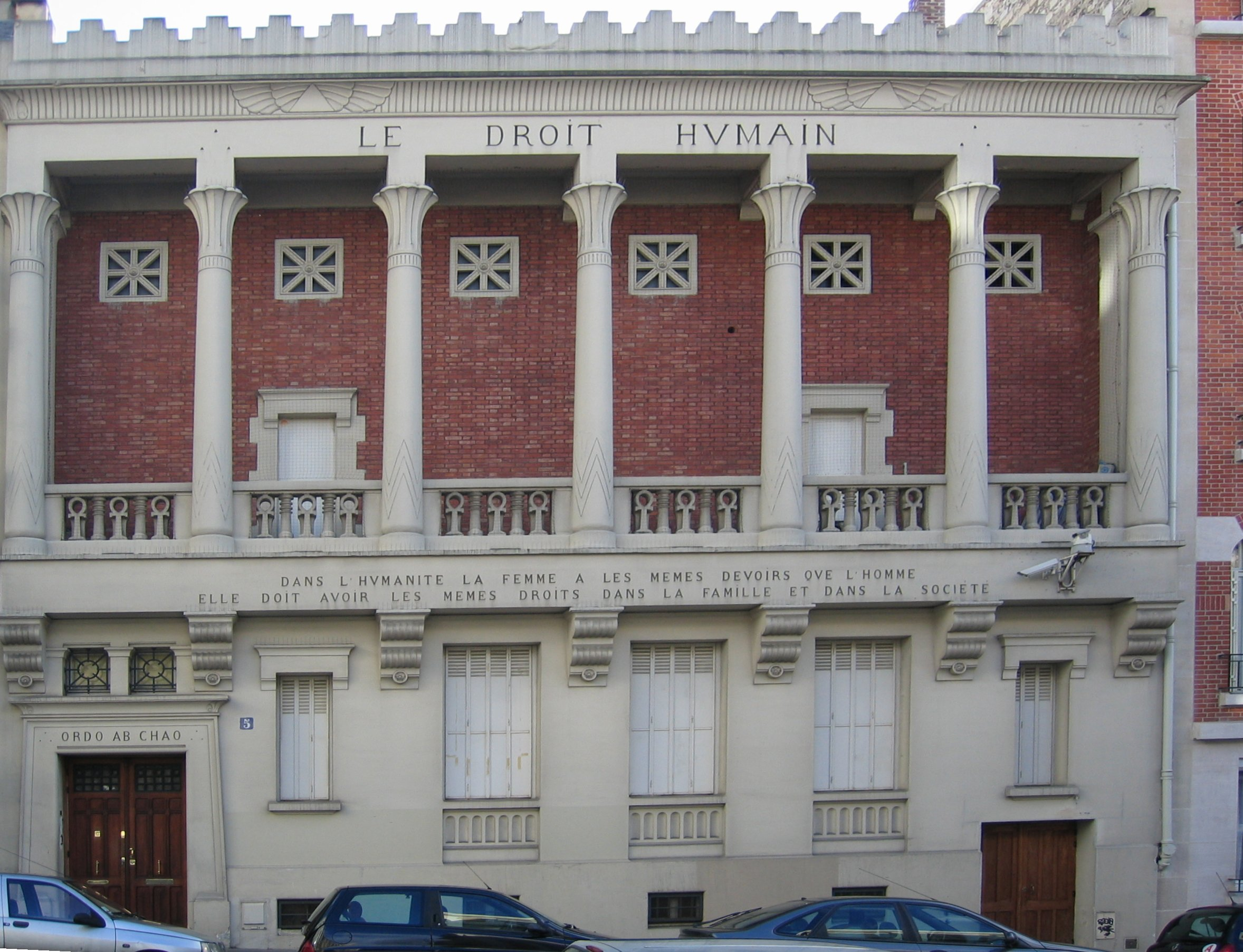
Le Droit humain, Paris.

A Maçonaria é uma Ordem Iniciática que pugnando por vários Princípios Universais de entre eles os da Liberdade, Igualdade e Fraternidade, procura desenvolver nos seus membros e através dos métodos simbólicos, as mais altas virtudes morais e sociais para que os mesmos possam alcançar e assim contribuir de um modo decisivo para o Progresso material moral e espiritual da Humanidade e do Mundo em geral.
O Direito Humano (ou Le Droit Humain), é uma Obediência Maçónica que se constituiu pelo esforço conjunto de Maria Deraismes e Georges Martin bem como outros Homens e Mulheres iniciados, os quais conscientes da necessidade de estabelecer uma Igualdade real entre o Homem e a Mulher, fundaram esta Ordem com o intuito de trabalhar para o desenvolvimento de correctos valores e princípios em Templo Maçónico e que se projectassem na Vida, tal vanguardismo pode ser medido ainda hoje pela postura existente na sociedade mundial, em que o homem e a mulher não têm, de facto, os mesmos direitos e deveres, nem mesmo na maioria dos países em que tal está consignado nas suas Leis.

## Misticidade
A mesma foi criada nas ultimas décadas do Século XIX pela vontade de um conjunto de Irmãos e Irmãs visionários, que imbuídos no espírito Humanista pretendiam permitir que homens e mulheres em condições iguais, de boa vontade se pudessem aproximar da Iniciação, pelo método maçónico simbólico, de um modo abrangente e sem qualquer distinção e não levando em consideração nacionalidade, religião ou etnia, dentro dos seres humanos adultos, na condição única de serem livres e de bons costumes, e respeitarem os Princípios da Liberdade Igualdade e Fraternidade para além princípios e valores estabelecidos na Constituição Internacional e nos Regulamentos Gerais, da Ordem Maçónica Mista Internacional - "Le Droit Humain", sendo estes os dois instrumentos os reguladores normativos das relações entre seres humanos provenientes de todas as culturas que pertencem a esta Ordem internacional.

## A Continuidade Iniciática
A Ordem fundamenta-se nos ensinamentos antigos das tradições simbólicas maçónicas, utilizando-se do ritual maçónico e do seu simbolismo como sendo as suas ferramentas na procura da verdade.
Ao nível individual, a Ordem afirma "promover o progresso dos valores individuais, sem a imposição de dogma, ou de exigência de ideias culturais ou religiosas". A um nível colectivo esta trabalha "para unir os homens e mulheres que concordam numa espiritualidade humanista, enquanto respeita as diferenças individuais e culturais" de cada indivíduo ou cultura.
A continuidade iniciática tem vários sentidos inferidos, para além do profundo respeito pelas normas de recrutamento e de iniciação, tempo de espera para aumento de salário dos obreiros e capacidade dos mesmos na sua progressão iniciática, o Le Droit Humain, também defende que ninguém que está nos Altos Graus pode-se eximir á responsabilidade de acompanhar os trabalhos nas Lojas Azuis, assim quem está em cima tem por obrigação acompanhar os que há menos tempo estão na Ordem de modo a acompanhá-los de forma sustentada no seu caminho e/ou via iniciática.

### Ritos
A Ordem Maçónica Mista Internacional "Le Droit Humain" detêm a nível universal um Supremo Conselho Universal Misto que gere os graus no Rito Escocês Antigo e Aceito do 4º ao 33º grau, os 3º primeiros Graus são geridos por este Conselho até ao estabelecimento de uma Federação, depois passa para a alçada destas e dos seus órgãos internos a gestão destes três primeiros graus.
Como foi referido a Ordem Maçónica Mista Internacional "Le Droit Humain" pratica o Rito Escocês Antigo e Aceito, que está consignado na sua Constituição. No entanto, sobretudo nos países de língua inglesa, é também praticado o Ritual de Emulação estilo Lauderdale, entre outros.

## O Caracter Internacional
Em contraste com outras Obediências maçónicas que só operam com base numa jurisdição estadual regional ou de âmbito nacional, o Le Droit Humain insere-se no quadro das Ordens globais sendo uma fraternidade universal com:
- Lojas Pioneiras: São Lojas que preparam o caminho para que haja uma Jurisdição do "Le Droit Humain". Sendo até ou três Lojas que estão sob alçada do Supremo Conselho Misto Internacional que detém um Conselheiro que se ocupa exclusivamente desse assunto ajudando as Lojas a organizarem-se e a que estas se transformem em Jurisdições.
- Jurisdições: Três Lojas depois de receberem a autorização do Supremo Conselho Misto Internacional transformam-se em Jurisdição. Estas têm alguma autonomia organizativa, mas o Supremo Conselho Misto Internacional nomeia um Delegado seu, que primeiro será um seu membro com alguma experiência e por esse motivo sem ser da nacionalidade da Jurisdição, mais tarde nomeará um membro com a experiência suficiente desse próprio país. Este Delegado do Supremo Conselho trabalha sob os seus auspicios e é o seu legitimo representante (por esse motivo tem a dignidade equiparada a Grão-Mestre na área geográfica da Jurisdição) agindo com delegação de poderes em muitos assuntos definidos no Regulamento Geral das Jurisdições;
- Federações: Com mais de cem membros (sendo esse o mínimo mas nunca se aceita com menos cento e cinquenta) e pelo menos cinco lojas uma Jurisdição pode-se transformar numa Federação, esta aprovação é votada nos Conventos Internacionais depois de o Supremo Conselho Misto Internacional nomear um Conselheiro que acompanhará o processo, para além disso há uma série de condições que as Jurisdições têm que cumprir para que haja um parecer positivo desse Conselheiro pois a sustentabilidade a longo prazo da mesma Federação tem que ser assegurada. As Federações têm uma grande autonomia administrativa e detêm para além de um Presidente, um Conselho Federal que a administra e um Convento que elege estes órgãos, bem como autonomia Ritual em muitos aspetos.

A Ordem é administrada executivamente por um Supremo Conselho Internacional Misto que é eleito num Convento Internacional, que é o seu poder legislativo, que se realiza de cinco em cinco anos, este Convento conta com Delegados eleitos pelas Federações, que terão tantos Delegados conforme o número de membros que detenham, tendo cada uma das Jurisdições direito a um Delegado e as Lojas Pioneiras, no seu conjunto, a outro Delegado. O Convento Internacional elege também o Sereníssimo Grão-mestre e Vice Grão-mestre da Ordem, que serão quem irá presidir ao referido Conselho, de notar que este Grão-mestre é geral para toda a Ordem, não havendo mais nenhum cargo com essa designação no Le Droit Humain.
Nos Conventos Internacionais, são discutidos assuntos sobre o governo da Ordem (financeiros, apoio a várias organizações não governamentais internacionais de apoio a crianças e órfãos, etc.) bem como alterações há sua Constituição Internacional e aos seus vários Regulamentos Gerais (Regulamento Geral das Federações, Regulamento Geral das Jurisdições, etc.).
As Federações têm um Conselho Internacional anual em que decidem alguns assuntos relativos á sua organização interna, o mesmo se passa com as Jurisdições, embora a cadência do mesmo não seja anual. Para além disso todos os anos uma Federação organiza um encontro internacional temático, em que se discutem assuntos iniciáticos e/ou profanos, os quais são momentos de convívio saudável entre os vários irmãos e irmãs da Ordem.
O poder Judicial é exercido pelas Federações e conforme o que vem previsto nos seus próprios Regulamentos Gerais internos, tanto as Lojas Pioneiras como as Jurisdições e em última estância de recurso (das decisões das Federações) é ao Supremo Conselho que cabe dirimir os conflitos, sendo que a lei aplicável é a do Direito Francês ao abrigo da Constituição Internacional da Associação Le Droit Humain pois esta rege-se pelas Leis francesas de 1901 e pelos Decretos-Lei de 12 de abril de 1939 e de 1 de junho de 1939, sendo que os seus estatutos foram registados no Ministério do Interior Francês em 22 de agosto de 1978, a autorização foi registada na "Maire" de Paris em 24 de agosto de 1978 e é mantida atualizada regularmente.
A Sede Internacional da Ordem é na Rua Jules Breton, n.º 5 em Paris, França.

## Quadro da situação actual[1]
Federações atuais:
África do Sul; Austrália; Áustria; Bélgica; Brasil; Bulgária; Canadá; Colômbia; Escandinávia (Noruega, Suécia e Dinamarca) Espanha; Estados Unidos da América; Finlândia; França; Grécia; Holanda/Países Baixos; Islândia; Itália; Oeste Africana (Costa do Marfim, Mali, Togo, Senegal e Guiné); Polónia; Portugal; Reino Unido/Grã-Bretanha; Suíça.
Jurisdições:
Alemanha; Argentina; Camarões; Chile; Ilhas Maurícias; Madagáscar; Paraguai; Venezuela.
Lojas pioneiras:
Benim; Bolívia; Burkina Faso; Chade; Chipre; Costa Rica; Congo; Equador; Eslováquia; Estónia; Gabão; Hungria; Japão; Índia; Irlanda; Israel; Líbano; Lituânia; Luxemburgo; Marrocos; México; Nigéria; Peru; República Checa; República Democrática do Congo; Roménia; Federação Russa; Ucrânia; Uruguai.
Encontram-se em formação Lojas pioneiras noutros países da Ásia, Europa de Leste, América Central e do Sul.
Nos países muçulmanos em que reina a ditadura ou leis contra a Maçonaria e por razões de segurança dos Irmãos e Irmãs eximimos sequer de referir quais destes detêm Lojas Pioneiras e/ou Jurisdições.